# كلاتة بزرغ (إسفراين)
كلاتة بزرغ (بالفارسية: کلات بزرگ) هي مستوطنة تقع في قسم زرق‌آباد الريفي (مقاطعة إسفراين) في إيران. يقدر عدد سكانها بـ 146 نسمة .